# Maria-te-viu
Maria-te-viu, ou ainda, mosquerito coronado (em espanhol), e yellow-crowned tyrannulet (em inglês), são nomes populares para a espécie de ave Tyrannulus elatus. Atualmente, o pássaro não está ameaçado e apresenta sólida população, concentrando-se na unidade de conservação federal Parque Nacional do Jaú, no estado do Amazonas.. Embora não seja do tipo migrante, a maria-te-viu possui uma alta adaptabilidade, fator que permite a estabilidade populacional.

## Taxonomia
Descrito pela primeira vez por John Latham, o pássaro faz parte da ordem dos passeriformes, conhecida como a "ordem dos passarinhos". Os passeriformes apresentam em comum os hábitos de alimentação, marcados pela ingestão de sementes, frutos e pequenos invertebrados; o canto sonoro; a plumagem delicada e o pequeno porte. A ordem dos passeriformes é a maior do Brasil, englobando mais de trinta espécies das subordens: Passeri e Tyranni.
A maria-te-viu está inserida na subordem Tyranni, parvordem Tyrannida, na superfamília Tyrannoidea. Dentro da superfamília, enquadra-se respectivamente na família e subfamília: Tyrannidae, Elaeniinae, gênero Tyrannulus e, por último, a supracitada espécie T.elatus.

## Habitat natural
Originalmente, situa-se em florestas perenes, isto é, que permanecem verdes os anos inteiro. Essa espécie tem preferência por lugares mais abertos na floresta, nas suas margens, em planícies, perto de gramíneas, locais com vegetação de arbustos, entre outros similares. Mas, pode também ser encontrada em locais degradados pela ação humana, ou artificiais (i.e. não naturais), como parques, jardins e plantações.
Pode ser encontrado em vários estados do Brasil, tais quais Amazonas, Maranhão, Mato Grosso, Amapá, Acre, Rondônia, Tocantins, Roraima, Pará. Além de outros países da América do Sul: Equador, Colômbia, Venezuela, Guiana, Guiana Francesa,Peru, Bolívia e da América Central: Costa Rica, Panamá. Devido ao desmatamento, seus domínios na América do Centro estão suscetíveis à expansão.